# ولیکو پتکوویچ
ولیکو پتکوویچ (به صربی: Veljko Petković) متولد ۲۳ ژانویه ۱۹۷۷ بازیکن والیبال اهل صربستان، عضو سابق تیم ملی والیبال صربستان است.
ولیکو برادر ولادو پتکوویچ است. ولیکو از سال ۲۰۰۰ تا ۲۰۰۶ عضو تیم ملی یوگسلاوی - صربستان بود که به همراه یوگسلاوی نایب قهرمان، قهرمانی جهان ۲۰۰۶ شد و مدال طلا المپیک ۲۰۰۰ سیدنی را به دست آورد. او سابقه حضور در باشگاه های نووی ساد، اریستیادا، اردمیر اسپور، پاترون پاترا، ایسکرا اودینتسوفو، المپیاکوس، لیل متروپل، اوکولاری، لیوبلیانا و بودوانسکا ریویرا بودوا را در کارنامه خود دارد.